# Квантова ніч
«Квантова ніч» — науково-фантастичний трилер 2016 року, написаний канадським письменником-фантастом Робертом Дж. Сойєром . Дія книги відбувається у 2020 році, вона досліджує глибокі теми квантової фізики, психології, етики та сучасної політики, ставлячи питання про природу людського сприйняття та взаємодії між особистістю і світом завдяки складним моральним дилеми.

## Сюжет
Головний персонаж - професор Джим Марчук — психолог-експериментатор з Університету Манітоби та прихильник утилітаризму . Його просять дати свідчення на слуханнях щодо винесення вироку засудженому вбивці в Атланті, використовуючи його нову методику ідентифікації психопатів за відсутністю саккадичного руху очей, які, як він стверджує, перевершує контрольний список Харе. Перебуваючи в Сполучених Штатах, він дізнається, що нещодавно обраний президент Квентін Керроуей скасував справу Роу проти Вейда та запровджує кілька заходів щодо обмеження прав нелегальних іммігрантів. Використовуючи відеозаписи виступів президента, Джим дізнається що президент США - психопат. А також під час перехресного допиту в суді Джим був шокований, виявивши, що йому самому не вистачає шести місяців пам’яті з початку 2001 року.
Повернувшись до Вінніпегу, Джим радиться зі своїм колегою та наставником Менно Варкентіном, якого він описує як літнього професора, який осліп у автокатастрофі. Професор пояснює втрату пам’яті Джима травмою, яку той отримав від ножового поранення  нанесеного незнайомцем, під час новорічної поїздки 2000 року до своїх батьків у Калгарі . Фізикиня на ім'я Кайла Гурон зв'язується з Джимом і повідомляє, що її дослідження також пов'язані з психопатією. Коли вона погоджуються зустрітися, Джим дізнається, що Кайла — його колишня дівчина  з того периоду, коли він втратив спогади. За вечерею Кайла розповідає, що припинила їхні стосунки, тому що Джим погано ставився до неї, але вона вважає, що можливо він змінився.
Кайла знайомить Джима зі своєю співробітницею Вікторією Чен з Canadian Light Source (CLS) у Саскатуні . Вони використовують промінь, щоб виконати вимірювання клітин мозку Джима та виявити, що вони мають три мікротрубочки в квантовій суперпозиції. Виявилося, що це є частиною таксономії, яку вони називають Q1-Q2-Q3: 57% усіх людей мають одну квантову мікротрубочку в суперпозиції, 29%  мають дві, а 14%  мають три, причому ці квантові  мікротрубочки змінюються лише в результаті коми або загального наркозу. Спостерігаючи за особливостями поведінки своїх піддослідних, Кайла та Вікторія припускають, що Q2 є психопатами, які мають критичне мислення, але не мають співпереживання, тоді як Q1 є філософськими зомбі: несвідомими людьми, які не мають свободи волі та стають сприйнятливими до думки натовпу. Лише Q3 вважаються такими, що мають здатність до критичного мислення та співпереживання. У Джим і Кейла знову зав’язуються романтичні стосунки, а Вікторія розлучається зі своїм хлопцем після того, як тест визначив його як Q1.
Тим часом Джим починає реконструювати своє минуле і виявляє, що його спогад про ножове поранення є вигадкою. Він дізнається, що разом із проведенням новорічної ночі у Вінніпезі він брав участь у фінансованому Пентагоном дослідженні, проведеному Менно Варкентіном та професором інженерії Домініком Адлером. Дослідження під назвою «Проект Ясність» мало на меті створити шолом, схожий на ЕЕГ, щоб читати сформульовані думки та сприяти спілкуванню війскових на полі бою. Щоб подолати «фоновий шум» внутрішнього голосу Джима – його совісті – вони випадково змусили його увійти в стан Q1, під час якого його спогади індексувалися по-різному, тому він не може їх згадати. Менно розповідає, що Джим повернувся до повністю свідомого стану через шість місяців, і що вони з Домініком вирішили піти різними шляхами та зберігали таємницю через угоду про нерозголошення, моральні проблеми через менонітську релігію Менно та побоювання, що їхні дослідження можуть використовуватися для виправдання дискримінації. Коли Джим продовжує терапію, він отримує доступ до прихованих спогадів про кінець свого втраченого періоду, коли він став психопатом. Він вражений, дізнавшись, що він холоднокровно вбив Домініка та осліпив Менно перед тим, як лабораторний пристрій «перезавантажив» його в стан Q3.
Із зростанням політичної напруженості по всій Канаді спалахує серія жорстоких заворушень, прискорених протестом через поразку «Вінніпег Джетс» у овертаймі у сьомій грі фіналу Кубка Стенлі, а канадський уряд під керівництвом нового прем’єр-міністра Нахіда Ненші намагається відновити порядок. Використовуючи заворушення як привід, президент США Керруей здійснює американське вторгнення в Канаду. Президент Росії Володимир Путін також планує вторгнутися в Канаду, поставивши США і Росію на межу війни. Джим використовує свою техніку, щоб показати, що Керруей і Путін — психопати, і запитує Кайлу, чи можна їх перевести з Q2 на Q3, щоб таким чином запобігти кризі. Кайла каже, що CLS, що працює на повну потужність, може маніпулювати черепною суперпозицією в глобальному масштабі, і що найкращим рішенням було б два перезавантаження, що призвело б до повної свідомості та емпатії більшості людей. Однак вона відмовляється допомогти, оскільки не хоче, щоб її донька Райан стала психопаткою. Джим підозрює, що сама Кайла була психопатом до того, як хірургічна анестезія спричинила перезавантаження її свідомості; Кайла визнає це і пояснює це причиною, чому вона вивчає психопатію.
Джим заручається допомогою Вікторії, яка збрехала Кайлі про тест її доньки Раян, яка насправді була Q1, а не Q3, як думала Кайла, і каже, що перезавантаження підніме Раян з Q1 до Q3. Менно зголосився пожертвувати собою і підтримувати роботу CLS серед смертельних доз радіації. Перш ніж Кайла встигає їх зупинити, план реалізовується, і світ вступає в нову епоху, коли більшість людей можуть відчувати співчуття та докори сумління. Тепер будучи Q2, Джим вирішує почати роман з Вікторією. Однак Кайла сприймає його як загрозу і перезавантажує його як Q3 за допомогою пристрою Менно. Кайла та Вікторія хочуть залишитися в стані Q2. З власних інтересів Вікторія стирає їхні дослідження, а Кайла передає Джиму опіку над Райан. 

## Основні теми
Автор Роберт Дж. Сойєр веде оновлений список усіх своїх творів і групує їх за повторюваними темами. Він сам визначив, що «Квантова ніч» містить такі теми: природа свідомості, біологія, що визначає психологію, Канада, судова драма, стосунки між батьками та дітьми, психотерапія/консультування/психологічне тестування, сучасна фізика та природа реальності. 

### Пояснення назви роману
У назві йдеться про те, що «перед світанком завжди темніше». Сойєр хотів написати книгу, яка б торкалася темної сторони людської природи, негативних сил і відвертого зла у світі 21 століття, і він хотів, щоб назва відображала це. 

## Історія розвитку
В інтерв’ю SFFWorld Сойєр розповів, як він писав книгу. Коли його запитали, чи були на першому місці персонажі чи історія, Сойєр відповів: «Ні те, ні інше. Я тематично орієнтований письменник; я спочатку з’ясую, що хочу сказати, а потім розробляю сюжетну лінію та склад персонажів, які дозволять мені найбільш ефективно скажи це". Основна тема «Квантової ночі» — «найзгубніша брехня, яку коли-небудь говорило собі людство, полягає в тому, що ви не можете змінити людську природу». У тому ж інтерв’ю Сойєр сказав: «Я хотів відкрити людям очі і змусити їх критично поглянути на соціальні сили, що панують навколо них». 
Наприкінці роману Сойєр розміщає список із п’ятдесяти однієї науково-популярної книги, до якої він звертався під час написання роману. Книги, статті та автори, на які є посилання.
Свідомість і квантова механіка :
- Новий розум імператора : про комп’ютери, розум і закони фізики, Сер Роджер Пенроуз
- Тіні розуму : Пошуки зниклої науки про свідомість Сер Роджер Пенроуз
- Свідомість у Всесвіті: Огляд теорії «Орча АБО» Стюарта Хамероффа та Роджера Пенроуза

Зомбі філософа :
- Свідомість : у пошуках фундаментальної теорії Девід Дж. Чалмерс
- Життя на межі: Майбутня ера квантової біології Джонджо Макфаддена та Джима Аль-Халілі
- Характер свідомості Девід Дж. Чалмерс
- Авторитаристи Боб Алтемейер

Складна поведінка:
- Сила звички : Чому ми робимо те, що робимо в житті, Чарльз Дагіг
- Int Feelings: The Intelligence of the Unconscious by Gerd Gigerenzer
- «Я-ілюзія: як соціальний мозок створює ідентичність», Брюс Гуд
- Свідомість: Сповідь романтичного редукціоніста Крістофа Коха
- Метью Д. Ліберман : «Соціальна мережа: чому наш мозок працює на зв’язку».
- Розумний рій: як розуміння отар, шкіл і колоній може зробити нас кращими в спілкуванні, прийнятті рішень і виконанні завдань, Пітер Міллер
- Психономіка : Як сучасна наука прагне підкорити розум і як розум перемагає, Ерік Роберт Морзе
- Wired for Culture: Origins of the Human Social Mind, Марк Пейджел
- Соціальна фізика: Як поширюються хороші ідеї, Алекс Пентланд
- Автопілот: мистецтво і наука нічого не робити, Ендрю Смарт
- Мудрість натовпу Джеймса Суровецького
- Соціальне завоювання світу Едварда О. Вілсона
- Віддзеркалення людей: наука емпатії та як ми спілкуємося з іншими, Марко Якобоні
- Міф про дзеркальні нейрони Грегорі Хікока

Психопати :
- The Mask of Sanity by Hervey Cleckley
- Without Conscience: The Disturbing World of the Psychopaths Among Us by Robert D. Hare
- The Psychopathic Whisperer: The Science of Those Without Conscience by Kent Kiehl
- The Psychopathic Test: A Journey Through the Madness Industry by Jon Ronson
- Snakes in Suits: When Psychopaths Go to Work by Paul Babiak and Robert D. Hare
- The Sociopath Next Door by Martha Stout
- The Wisdom of Psychopaths: What Saints, Spies, Serial Killers Can Teach Us About Success by Kevin Dutton
- The Psychopath Inside: A Neuroscientist's Personal Journey into the Dark Side of the Brain by James Fallon
- Women Who Love Psychopaths by Sandra L. Brown

Експеримент Мілграма :
- Послух владі Стенлі Мілграм
- Людина, яка шокувала світ: життя та спадщина Стенлі Мілграма Томаса Бласса
- За шоковою машиною: нерозказана історія сумнозвісних психологічних експериментів Мілграма, Джина Перрі

Експеримент Стенфордський тюремний експеримент:
- Ефект Люцифера: розуміння того, як добрі люди стають злими, Філіп Зімбардо
- Ейхман в Єрусалимі : Доповідь про банальність зла Ханни Арендт

Людське зло:
- Харизма Гітлера Лоренс Ріс
- Консерватори без совісті Джон В. Дін
- Зло: всередині людського насильства та жорстокості, Рой Ф. Баумайстер
- Наука про зло: про емпатію та походження жорстокості Саймон Барон-Коен
- Просто немовлята: Походження добра і зла, Пол Блум

Утилітаризм :
- Практична етика, третє видання Пітера Сінгера
- Твори Пітера Сінгера про етичне життя
- <i id="mw2Q">Життя, яке ви можете врятувати: діяти зараз, щоб покласти край бідності у світі</i>, Пітер Сінгер
- Звільнення тварин : нова етика нашого поводження з тваринами Пітера Сінгера
- Моральні племена: емоції, розум і розрив між нами та ними, Джошуа Грін

Етика і свобода волі
- Проблема з тролейбусом : Або ви скинете товстуна з мосту? Томас Кеткарт
- «Мозковий трест: що нейронаука говорить нам про мораль», Патриція С. Черчленд
- Хто головний? Свобода волі та наука про мозок Майкл Гаццаніга
- Вільна воля Сема Харріса
- Тварина-розповідач: як історії роблять нас людьми, Джонатан Готшалл
- Homo Narrans: Поетика та антропологія усної літератури Джон Д. Найлз

Наукові основи творення літератури та мистецтва:
- Мімесис і тварина-людина: про біогенетичні основи літературного репрезентації Роберта Сторі

### Історія видання
2015, США, ТузISBN 9780425256831, 1 березня 2016, тверда обкладинка

## Рецензії
Quantum Night отримав позитивні відгуки. Publishers Weekly назвав це «швидким, захоплюючим дослідженням природи особистості та свідомості».  Winnipeg Free Press описав книгу як «ковток свіжого повітря та повернення до класичного Сойєра: великі ідеї, близькі люди та канадська перспектива». 